# Fluxinella vitrea
Fluxinella vitrea is een slakkensoort uit de familie van de Seguenziidae. De wetenschappelijke naam van de soort is voor het eerst geldig gepubliceerd in 1968 door Okutani.